# عيون الفوارة
عيون الفوارة منطقة تاريخية أثرية تقع في الفوارة في منطقة القصيم وسط السعودية.

## التاريخ
الفوارة هي إحدى بلدان منطقة القصيم الواقعة في الجهة الغربية منها، وتبعد عن بريدة نحو 170 كيلومتر، وهي إحدى محطات طريق الحج البصري المتجه إلى المدينة المنورة فمكة المكرمة. وقد سُميت بهذا الاسم لأن بها عيونًا تفور مياهها لكثرتها، وهذا هو اسمها في القديم والحديث. وتشتهر هذه البلدة منذ القدم بغزارة مياهها وكثرة عيونها، قال عنها ياقوت الحموي: «بها نخيل كثيرة وعيون للسلطان»، وقوله للسلطان أي للدولة أو لمن يتصلون بها بصلة النفوذ القوي المستمد من الدولة. يقدر عدد تلك العيون ببضع عشرة عينًا، لاتزال آثارها ظاهرة على تفاوت بينها، فبعضها واضح المعالم وبعضها دون ذلك.

## الوصف
من أبرز هذه العيون تلك العين التي يقع منبعها قريبًا من البلدة الحالية في الاتجاه الشمالي الغربي على بعد 5 كيلومتر منها. ويحتل ذلك المنبع مكانًا مرتفعًا يمر به شعيب أو وادي الجرير (الجراير) الذي سُميت به العين (عين الجراير)، وتبدو في أعلاه فتحة عمق الباقي منها نحو 4 متر، ويتفرع من ذلك الموقع ثلاث شعب أو قنوات: إحداها تتجه شمالاً ثم تميل قليلاً إلى الشرق، والثانية تتجه غربا فيعترضها الوادي فتقطعه وتنتهي إلى روضة فسيحة صالحة للزراعة، أما الثالثة فتتجه جنوبًا ثم تنحرف جهة الجنوب الشرقي، وعندما تصل إلى البلدة تنقسم منها قناة فرعية تتجه إلى أمكنة صالحة للزراعة، وبهذا المجرى تتعدد الفتحات التي تشاهد على وجه الأرض.
مما يلاحظ أن قنوات العين تتسع لدخول الأفراد ومرورهم فيها تحت سطح الأرض، مما يدل على اتساعها ومتانة بنيانها، وقد كشفت الأودية عن بعض قنوات العين وفتحاتها، وتبين أنها مطوية بالصخر والآجر. ولعل هذه العين المندثرة هي إحدى عيون الفوارة القديمة التي تنسب إلى السلطان، حيث كانت الدولة الإسلامية هي التي تتولى إعمارها واصلاحها واستثمارها، وظلت جارية إلى وقت متأخر.

## في الوقت الحالي
في بداية القرن الرابع عشر الهجري قام الشيخ عبد الله بن سليمان البليهد بإعادة حفر إحدى عيون الفوارة، حيث غرس بها نخيلاً وزرع فيها زروعًا وبنى فيها قصورًا، واستصلح مجرى العين حتى أنهاه إلى مقر القصر الذي شيده جنوب غرب البلدة. كما أقام في نهاية القناة قرب قصره حوضًا يجمع الماء ليروي الماشية، ويسقي ما قام به من زراعة ونخيل.